# Beautiful People (film)
Beautiful People è un film del 1999 diretto dal regista bosniaco Jasmin Dizdar. È stato presentato alla 52ª edizione del Festival di Cannes nella sezione Un Certain Regard aggiudicandosi il premio di miglior film.

## Trama
Londra, 13 ottobre 1993: mentre tutto il Paese attende che la nazionale inglese affronti in una gara determinante per la qualificazione ai mondiali di calcio la squadra olandese, nella Ex-Jugoslavia la guerra è al suo culmine.
Su un autobus due profughi, un croato e un serbo provenienti dallo stesso villaggio e un tempo grandi amici, cominciano a picchiarsi, scendono, il serbo viene investito da un'auto, vengono portati in ospedale dove successivamente si riappacificheranno.
Il dottor Mouldy, medico del servizio sanitario nazionale, è stato lasciato dalla moglie e tenta di ottenere l'affidamento dei figli, intanto cerca di capire come mai la giovane immigrata Džemila e suo marito vogliano abortire. Solo dopo apprenderà che la ragazza è stata stuprata da dei soldati durante la guerra.
I genitori di Griffin sono tristi perché vedono loro figlio traviato dalla cattiva compagnia di due suoi amici. I tre decidono di andare a Rotterdam per seguire la partita, non avendo trovato i biglietti si ritroveranno a vedere la propria squadra perdere 2-0 in un pub circondati da tifosi olandesi. In aeroporto, durante il loro ritorno, Griffin (a causa della stanchezza ed effetti di alcool e droghe) si addormenta tra i generi di soccorso pronti per essere paracadutati dall'ONU in Bosnia. Griffin si ritrova nel mezzo dei combattimenti, qui partecipa a delle azioni di soccorso. Decide di smettere di drogarsi e, tornato a casa, porta con sé un bambino cieco portato via dalla guerra che rimarrà a casa dei genitori.
Porzia, una dottoressa che proviene da una famiglia di conservatori dell'alta borghesia, si innamora del suo paziente Pero, un ex-soldato bosniaco. I due decidono di sposarsi nonostante i pregiudizi dei suoi familiari emersi durante un pranzo.
Kate vive in uno stato costante di ansia causata dal pensiero di quello che potrebbe succedere al marito corrispondente di guerra della BBC. Il cronista si dimette e parte per un viaggio con la moglie ora finalmente serena.

## Riconoscimenti
- Festival di Cannes 1999: Premio Un Certain Regard
- Festival Internazionale del cinema di Karlovy Vary 1999: Premio della Giuria Ecumenica - Menzione speciale